# 攸县
27°00′03″N 113°20′40″E / 27.00083°N 113.34444°E
攸县是中华人民共和国湖南省株洲市下辖一个县。位于湖南省东部与江西省交界处，面积2648平方公里。县人民政府駐春联街道。

## 历史
西汉高祖五年（前202年），置长沙国，攸县、容陵均属长沙国，攸县之名始见于史籍。阴山县属桂阳郡。元光六年（前129年），封长沙定王子刘福为容陵侯；元朔四年（前125年）封长沙定王子刘则为攸舆候。
东汉，攸县、容陵均属荆州长沙郡。建安二十年（215年），吴孙权攻取长沙郡，攸县、容陵皆属吴，吴将容陵县改为阴山县。太平三年（258年），分长沙东部都尉立湘东郡（郡治在今衡阳），阴山改属湘东郡。
南朝齐，攸县、阴山均属湘东郡。陈朝，攸县改名攸水县。
隋初，攸水、阴山、茶陵、建宁（今株洲）四县并入湘潭县，属衡山郡。
唐朝武德四年（621年），废湘潭县，置南云州。攸水县分置为安乐、新兴两县，与阴山县、建宁、茶陵均属南云州，州治设攸水县治，贞观元年（627年）废南云州，将攸五县合并为攸县，属衡州衡阳郡。武后圣历元年（698年），分出攸县所辖茶陵旧地，复置茶陵县。
五代后梁、后唐、后晋三代，攸县均属潭州。此时县治由罗家坪迁至洣水北岸。后汉乾祐元年（948年），攸县改属衡州。
宋朝，攸县属潭州长沙郡。
元初攸县以民至万户升为州，称攸州，属天临路。
明朝洪武二年（1369年），改攸州为攸县，属长沙府。
清朝攸县属长沙府。
民国三年（1914年）废府设道，攸县属湘江道。民国11年（1922年）废道，县直接属省。民国27年（1938年）省，县之间设“行政督察区”，攸县属湖南省第二行政督察区，专员公署设衡阳，后迁耒阳。
中华人民共和国成立，攸县属衡阳专区；1952年改属湘潭专区（专区后来改成地区）。1983年7月，实行市管县体制，攸县改属株洲市。

## 人口
根據第七次人口普查數據，截至2020年11月1日零時，攸縣常住人口630427人。
总人口819,845人（2015年），其中：女性405616人，男性414229人。人口出生率12.98‰，死亡率5.21‰，自然增长率为7.77 ‰。

## 地理
东部与江西莲花县和萍乡市辖区直接相连，南部与茶陵县、安仁县交界，西部和衡东县、株洲县接壤，北部和醴陵市相连。
地势东北高，西南低，最高峰太和仙。洣水及其支流攸水、清江为主要河流，最大湖泊（水库）为酒埠江水库。

## 行政区划
攸县下辖4个街道办事处、13个镇：
联星街道、江桥街道、春联街道、谭桥街道、酒埠江镇、桃水镇、网岭镇、渌田镇、石羊塘镇、黄丰桥镇、鸾山镇、丫江桥镇、皇图岭镇、新市镇、菜花坪镇、莲塘坳镇、宁家坪镇和攸县工业园。

## 政治

### 现任领导
| 机构     | · 中国共产党 · 攸县委员会 · 书记 | 攸县人民政府 县长  | 攸县人民代表大会 常务委员会 主任 | · 中国人民政治协商会议 · 攸县委员会 · 主席 |
| -------- | -------------------------------- | ------------------ | -------------------------------- | ------------------------------------------ |
| 姓名     | 李鹏程                           | 武挪强             | 吴爱清                           | 文毅                                       |
| 民族     | 汉族                             | 汉族               | 汉族                             | 汉族                                       |
| 出生地   |                                  | 河南省汝阳县       | 攸县                             | 攸县                                       |
| 出生日期 |                                  | 1983年10月（41歲） | 1963年7月（61歲）                |                                            |
| 就任日期 | 2021年6月                        | 2021年11月10日     | 2020年5月                        | 2021年11月11日                             |

## 交通
- 武深高速公路
- 泉南高速
- 吉衡铁路
- 醴茶铁路
- 106国道
- 315省道
- 212省道

## 县域经济

### 综合
攸县历来是湘东之粮仓。也是一座年轻的工业城市。全县已形成采掘、冶金、电力、机械、建材建筑、化学、食品、造纸、陶瓷、烟花、纺织、服装、制药、制鞋等20多个工业门类。其中煤炭、建材建筑、化工已成为三大支柱产业。 
2014年地区生产总值突破300亿元，达到313.5亿元，增长10.4%；完成财政总收入25.25亿元，增长3%；社会固定资产投资突破200亿元，达到233.8亿元，增长22.4%；全社会消费品零售总额98.1亿元，增长12.7%。县域综合实力连续9年稳居全省十强，全国排名第140位。

### 农业和农业经济
2010年实现农林牧渔业总产值5.27亿元。其中农林牧渔及服务业总产值比例为45.5:7:40:2.9:4.6。粮食播种面积7.1万公顷；油料作物种植面积0.1万公顷，蔬菜种植面积1.5万公顷。粮食50.6万吨，油料0.1万吨，茶叶3吨，水果0.1万吨，蔬菜61.63万吨肉类9.1万吨，水产品1.7万吨，出栏生猪118882万头，出栏牛19989万头，出栏羊46555万头，出笼家禽527万羽，禽蛋产量1.24万吨。有农业龙头企业22家，其中省级4家,市级7家。全县有农民专业合作社72家,其中被列为省级规范化作业推进项目2个,专业合作由农业生产加工向农业服务拓展。拥有农业机械总动力69.1万千瓦；农村用电总量2.6亿千瓦时。道路通汽车率100%；自来水通水率32%，解决安全饮水27609人。

## 文化教育
2010年，攸县有艺术表演团体180个，文化馆、图书馆、博物馆、群众艺术馆各一所，综合档案馆一所，馆藏档案10万余册。有广播电台、电视台各1座，广播和电视人口覆盖率为99%，有线电视模拟6套、数字电视72套节目，有线电视用户9.5万户；有电影院2所，全年放映电影6300场。全县有体育场馆185座，运动场184个，游泳池1个，各种训练房13所；全年共开展全民健身项目16个，参加人数21万人。有农村文化服务点20个，举办大型文艺活动30余场次，剧团演出251场。在村、组完善了100个“乡村大舞台”功能设施配套建设，建立了42个农民体育健身工程示范村和148家农家书屋。

### 教育
南朝齊時期，攸縣即有光石山書院，系中國最早的民間書院。明清時期在攸縣則盛行族祠办学，其中人口比較多的姓氏多設有族塾。規模較大的有高梘丁氏義塾、湖廠陳氏義塾、漕泊洪氏義塾、新市易氏義塾等。
光绪三十三年（1907），龙绂瑞兄弟在明德中学设立攸县速成师范班，先后招收攸县学生3个班，培训小学师资165人。
1917年，陈步逸在攸县首办湖南省清华职业学校，是湖南省最早的一所女子职业学校，27年中培养职业人才2000余人。湖南省教育厅为此颁发一等嘉禾银质勋章。
2015年末，攸縣共有各級各類學校155所。教職工人數5825人，其中專任教師4495人。在校學生77922人。其中：普通高中在校學生9760人、職高在校學生數1801人、初中在校學生20271人、小學在校學生46090人。幼兒園達到140所。全年普通中學共輸送本、專科生3772人。

## 社会保障
2015年年末已参加城镇职工基本医疗保险人数为4.35万人，城镇居民基本医疗保险人数8.33万人，新农合参保人数为67.05万人，基本医疗保险覆盖率为100%，基本养老服务补贴覆盖率为100%。

## 风景名胜
- 酒埠江国家地质公园：以喀斯特地貌为特点。
- 皮水洞
- 仙人桥
- 灵龟峰